# 채드 헤드릭
채드 헤드릭(Chad Hedrick, 1977년 4월 17일~)은 미국의 스피드 스케이팅 선수이다. 인라인 스피드 스케이팅 선수 출신으로 세계 선수권을 재패했으며, 후에 아이스 스피드 스케이팅을 병행하여 다시 세계적인 선수로 알려졌으며, 동계 올림픽에서도 금메달을 땄다.

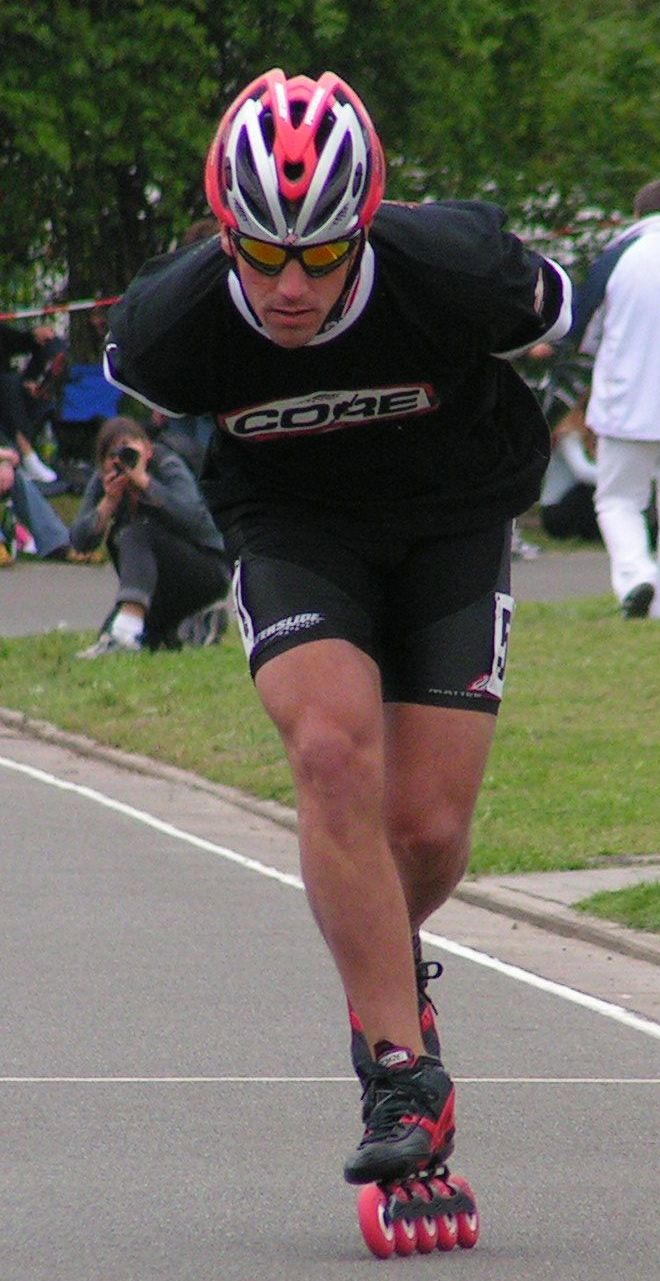
인라인 스케이트를 타는 헤드릭

처음에 인라인 스케이트를 타며 인라인 스피드 스케이팅 전문 선수로 더블 푸시라는 독특한 주법으로 세계 인라인 선수권에서 우승하였다. 그러나 인라인 스피드 스케이팅이 올림픽의 정식 종목이 아니라 올림픽에 참가하기 위해 2002년 빙판의 아이스 스피드 스케이팅으로 전향을 선언했다. 그는 온화한 지역인 텍사스주 남부 출신이므로, 처음에는 빙판에 익숙하지 못했으나 곧 적응하여 인라인에서의 더블 푸시 주법을 활용, 급격한 기록 향상을 이루어 내 아이스 스피드 스케이팅 분야에서도 세계적인 선수가 되었다. 2004년 노르웨이에서 열린 세계 종합 선수권에서 우승했으며, 대한민국 서울에서 열린 세계 종목별 선수권 5000m에서도 우승하였다. 2005년 1500m·5000m·10000m 세계 신기록을 연달아 경신, 2006년 토리노 동계 올림픽의 유력한 우승 후보로 기대를 모았다. 5000m에서 금메달, 10000m에서 은메달, 1500m에서 동메달을 획득하였다. 그 후 그의 5000m·10000m 세계 신기록은 스벤 크라머르가, 1500m 세계 신기록은 샤니 데이비스가 경신했으며, 기록도 다소 정체 상태였다. 그러나 2010년 밴쿠버 동계 올림픽에도 참가, 1000m에서는 동메달을 땄다. 5000m와 10000m에서는 여전히 미국 기록을 보유하고 있다.